# Nkosi Sikelel’ iAfrika

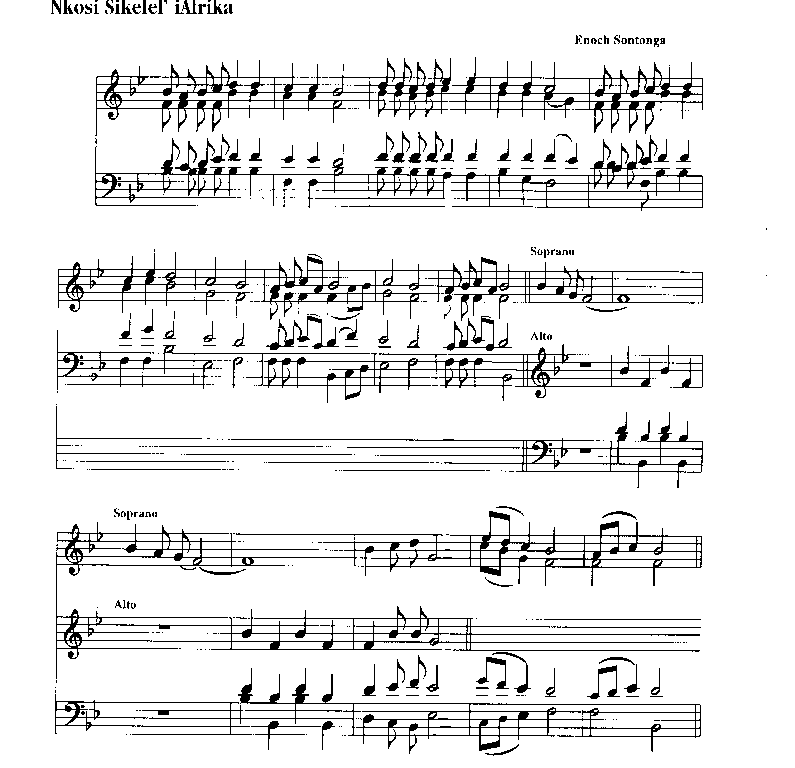

Nkosi Sikelel’ iAfrika (deutsch: „Gott, segne Afrika“) ist der Titel eines in Südafrika als politische Hymne verbreiteten Liedes, das zum Teil auch Bestandteil der heutigen Nationalhymne Südafrikas ist. Auch die Nationalhymnen Tansanias und Sambias beruhen auf diesem Lied.

## Geschichte
Der Text der ersten Strophe von Nkosi Sikelel’ iAfrika wurde 1897 von Enoch Sontonga, einem Lehrer einer methodistischen Missionsschule in Johannesburg, auf isiXhosa geschrieben. Anfänglich diente das Lied als Kirchenlied. 1899 wurde es bei der Ordination eines Pastors erstmals öffentlich aufgeführt. Ab 1901 wurde das Lied durch den Chor des von John Langalibalele Dube gegründeten Ohlange Institute bekannt. Im Jahr 1912 wurde es zum Abschluss der Gründungsversammlung des South African Native National Congress, des späteren African National Congress (ANC), gesungen. 1923 wurde das Lied in London mit Sylvia Colenso, der Tochter von Bischof John William Colenso, am Klavier erstmals aufgenommen. 1925 wurde das Lied vom ANC als dessen Hymne angenommen. Der Dichter Samuel Mqhayi fügte 1927 sieben weitere Strophen in isiXhosa hinzu. Anschließend erschien das Lied in mehreren Liederbüchern. Moses Mphahlele veröffentlichte 1942 eine Fassung auf Sesotho.
Das Lied wurde zunehmend auch auf politischen Versammlungen gesungen. Es wurde zu einem Zeichen des Widerstandes gegen die Apartheid. Nach dem Ende der Apartheid wurde Nkosi Sikelel’ iAfrika 1994 offiziell als Nationalhymne Südafrikas anerkannt, die bis dahin allein offiziell anerkannte Hymne Die Stem van Suid-Afrika blieb jedoch parallel dazu weiter gültig. 1997 erhielt Südafrika eine neue Nationalhymne, die aus Teilen beider Hymnen zusammengesetzt ist. Sie enthält die erste und vierte Strophe des Originals: zwei Zeilen auf isiXhosa, zwei auf isiZulu und vier Zeilen auf Sesotho.
Das Lied wurde in weiteren Ländern des Südlichen Afrikas zur Hymne. Die Nationalhymne Tansanias, Mungu ibariki Afrika, folgt in Melodie und weitgehend auch textlich dem Vorbild. Sie wurde bereits 1961 im damaligen Tanganjika verwendet. Von 1964 bis 1973 nutzte man Melodie und Text auch als Nationalhymne von Sambia, bis der Text durch eine nationale Fassung abgelöst wurde – die Hymne wird aber weiterhin nach derselben Melodie gesungen. 1980 führte auch Simbabwe die Nationalhymne ’Ishe Komborera Africa als Adaption von Nkosi Sikelel’ iAfrika ein, die jedoch 1994 durch eine andere Hymne ersetzt wurde. Auch in mehreren Homelands diente das Lied als Hymne. Schließlich nutzte auch das gerade unabhängig gewordenen Namibia im Jahr 1990 für kurze Zeit das Lied als Hymne.

## Beschreibung
Das Lied wird getragen im Stil eines Chorals gesungen. Es ist in einer Dur-Tonart geschrieben; von Strophe zu Strophe variieren die Melodien etwas – auch wegen deren unterschiedlicher Länge. 
Der erste Teil der dritten Strophe wird als Call and Response vorgetragen. 
Der ersten beiden Strophen werden – jeweils nach zwei Zeilen abwechselnd – auf isiXhosa und isiZulu gesungen. Die dritte Strophe ist teils isiXhosa, teils isiZulu, die beiden folgenden Strophen Sesotho. Am Schluss folgt wiederum eine kurze isiXhosa-Strophe.
Beim Text gibt es Varianten. So wird etwa gelegentlich die letzte Strophe weggelassen. Eine standardisierte englische oder deutsche Übersetzung von Nkosi Sikelel’ iAfrika gibt es nicht.

## Text der mehrsprachigen Version
Nkosi Sikelel’ iAfrika
Maluphakamis’ uphondo lwayo
Yizwa imithandazo yethu
Nkosi sikelela, thina lusapho lwayo
Nkosi Sikelel’ iAfrika
Maluphakamis’ uphondo lwayo
Yizwa imithandazo yethu
Nkosi sikelela, thina lusapho lwayo
Woza Moya (woza, woza)
Woza Moya (Woza, woza)
Woza Moya, oyingcwele
Nkosi sikelela
Thina lusapho lwayo
Morena boloka Sechaba sa heso
O fedise dintwa le matswenyeho
Morena boloka sechaba sa heso
O fedise dintwa le matswenyeho
O se boloke, o se boloke
O se boloke, o se boloke
Sechaba sa heso, Sechaba sa Afrika
O se boloke Morena, o se boloke
O se boloke Sechaba, o se boloke
Sechaba sa heso, se Sechaba sa Afrika
Ma kube njalo! Ma kube njalo!
Kude kube ngunaphakade
Kude kube ngunaphakade!

## Ungefähre Übersetzung der ersten Strophe ins Deutsche
Herr, segne Afrika.
Möge sein Geist [wörtlich ‚Horn‘] aufsteigen.
Erhöre auch unsere Gebete.
Herr, segne uns, seine [Afrikas] Familie.

## Verwendung in anderen Werken
Die 7″- und 12″-Singleversionen des Liedes Biko des britischen Pop-Rock-Musikers Peter Gabriel über Steve Biko enden mit einem Auszug aus Nkosi Sikelel’ iAfrika. Die deutsche Version dieses Liedes beginnt auch damit.